# 第65步兵師 (德國國防軍)
德國國防軍陸軍第65步兵師（德語：65. Infanterie-Division）是納粹德國國防軍陸軍的一個步兵師。該師於1942年7月在比奇組建。
該師組建後初期在荷蘭、法國一帶防守。1943年8月，該師調往奧地利，不久調至意大利，此後一直在當地作戰。
該師最後於1945年4月在波河向盟軍投降。

## 註腳
1. ↑  Mitcham（2007年）